# هوغو فينتوسا
هوغو فينتوسا (بالبرتغالية: Hugo Ventosa‏) هو لاعب كرة قدم برتغالي في مركز الدفاع، ولد في 8 مايو 1989 في بوفوا دي سانتا إريا في البرتغال. لعب مع نادي فارنزي.

## وصلات خارجية
- هوغو فينتوسا على موقع قاعدة بيانات كرة القدم.إي يو (الإنجليزية)
- هوغو فينتوسا على موقع Soccerway.com (الإنجليزية)